# ルイーズ・モワヨン
ルイーズ・ モワヨン（Louise Moillon、1610年 - 1696年12月21日）はフランスの画家である。17世紀後半における最も優れた静物画家の一人とされる。

## 略歴
パリに生まれた。パリのサン＝ジェルマン＝デ＝プレで育った。この地区は南オランダから宗教的な迫害を逃れてきた新教徒が多く住む地区であった。父親は画家、画商であり、パリの芸術家組合(Académie de Saint-Luc)の会員だった。母親は金細工職人の娘で、弟に王立絵画彫刻アカデミーで学んだ画家のIsaac Moillonがいる。父親から絵を学んだが、父親はルイーズが若い頃に亡くなった。父親の死の翌年、母親が別の画家、フランソワ・ガルニエ(Francois Garnier)と結婚し、義理の父親からも絵を学んだ。
ルイーズ・モワヨンは静物画を専門とし、キャンバスや木製パネルに油絵の具で描いた。テーブルの上の果物を描いた作品で知られる。暗い背景に果物の質感や細部が表現された。モワヨンの残されている作品の多くは1630年代までのもので、1640年代に材木商人と結婚し、3人の子供が生まれると、家事のためにあまり絵を描かなくなった。
1685年のフォンテーヌブローの勅令で、ナントの勅令が破棄されると、モワヨンの家族は大きな影響を受けた。3人の子供のうち2人は宗教的迫害を逃れるためにイギリスに移り、ルイーズともう一人の子供はカトリックに改宗しフランスに留まった。ルイーズの夫は改宗を拒否して投獄されたとされる。

## 作品

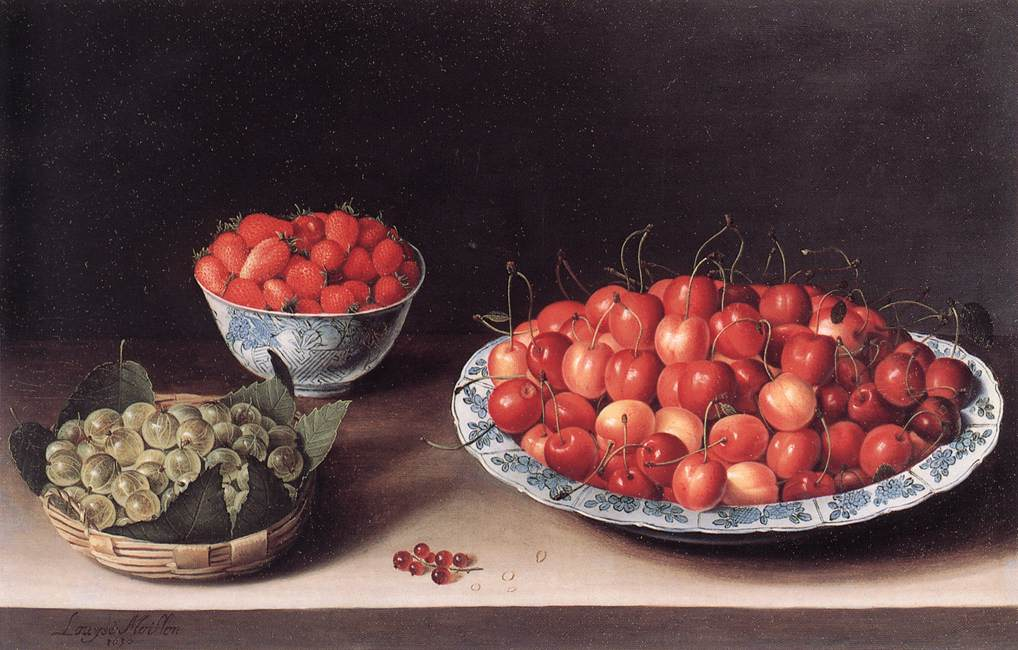
桜桃、苺、スグリ (1630)
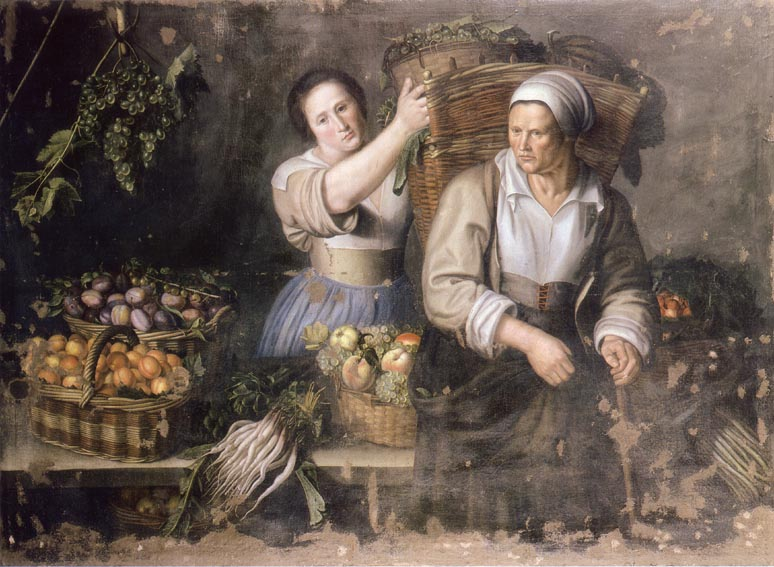
市場の葡萄摘み (1630)
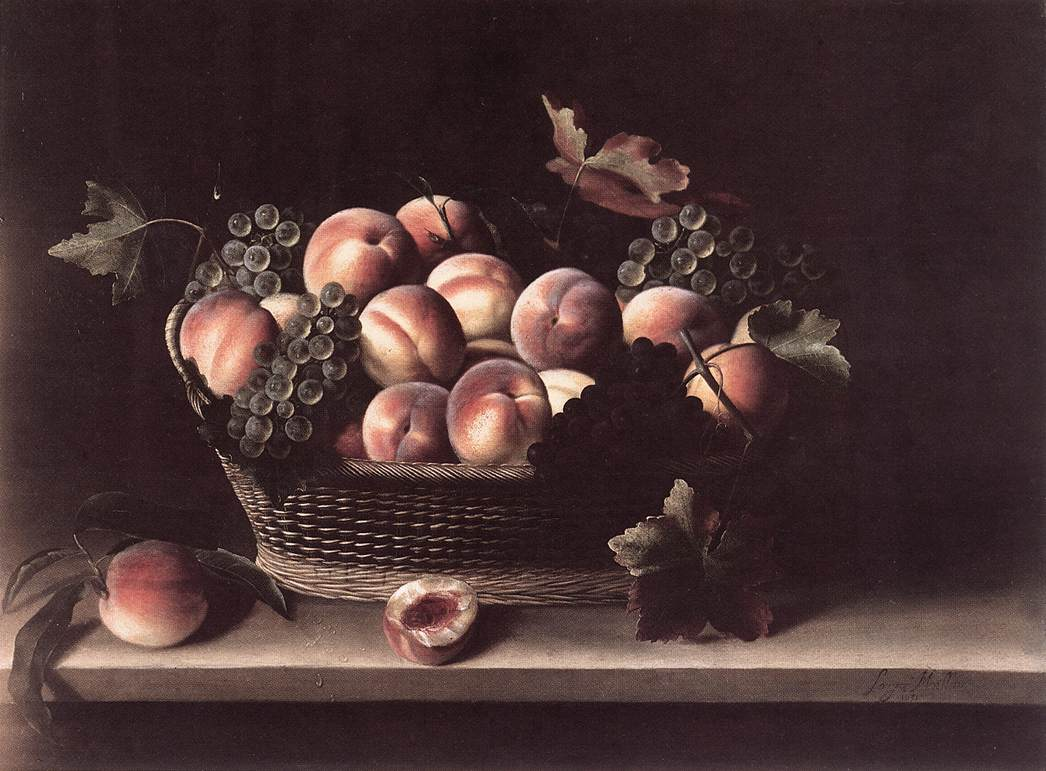
桃と葡萄の籠(1631)
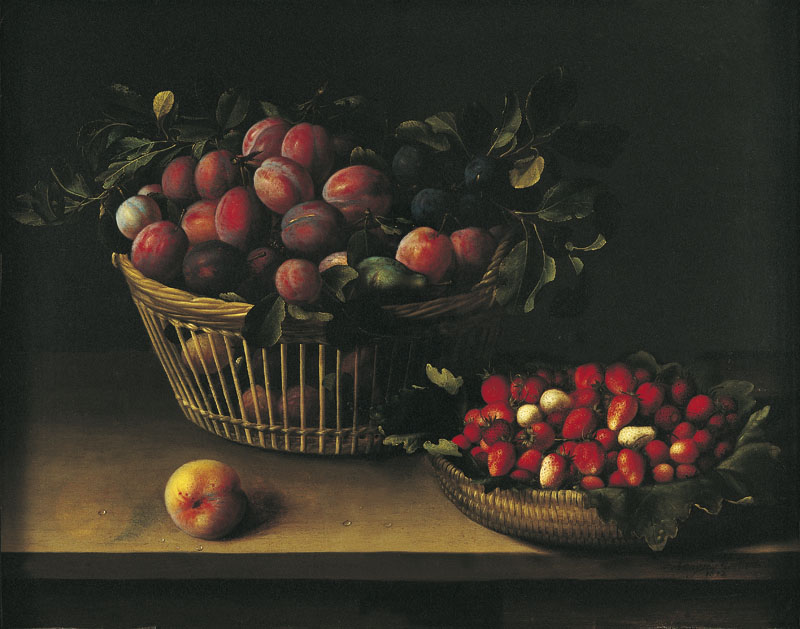
梅の籠と苺の籠(1632)
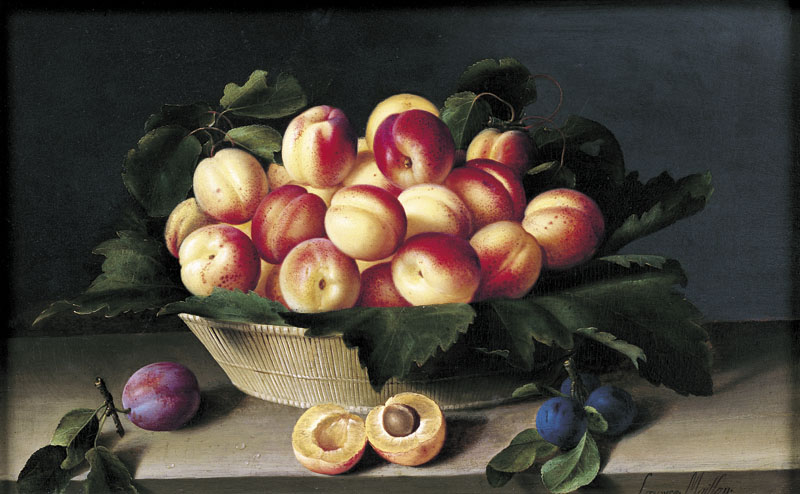
アプリコットのある静物画 (1634)
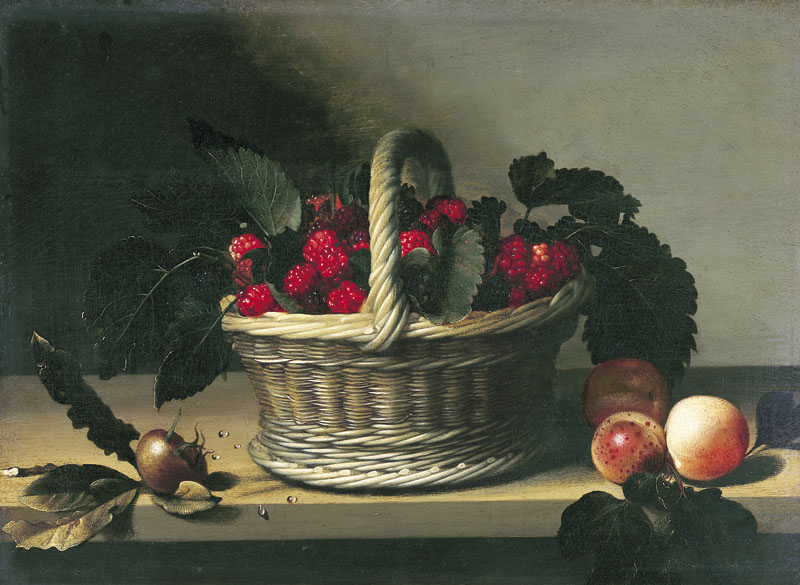
木苺のある静物画